# Sao (Tchériba)
Pour les articles homonymes, voir Sao.
Sao, également orthographié Saho, est une commune rurale située dans le département de Tchériba de la province du Mouhoun dans la région de la Boucle du Mouhoun au Burkina Faso.

## Géographie
La commune est traversée par la route nationale 14.

## Éducation et santé
Le centre de soins le plus proche de Sao est le centre de santé et de promotion sociale (CSPS) de Tchériba tandis que le centre hospitalier régional (CHR) se trouve à Dédougou.